# DSA-290
La DSA-290 es una carretera perteneciente a la Red Primaria de la Diputación Provincial de Salamanca, que une la autovía  A-66   E-803  con la localidad de Lagunilla.
Además atraviesa las localidades de Peñacaballera y El Cerro.

## Origen y Destino
La carretera  DSA-290  tiene su origen en la intersección con las carreteras  A-66   E-803 , y  N-630  a su paso por el término municipal de Puerto de Béjar y termina en la intersección  DSA-285  en el casco urbano de Lagunilla. formando parte de la Red de carreteras de Salamanca.